# Cavalleria medieval

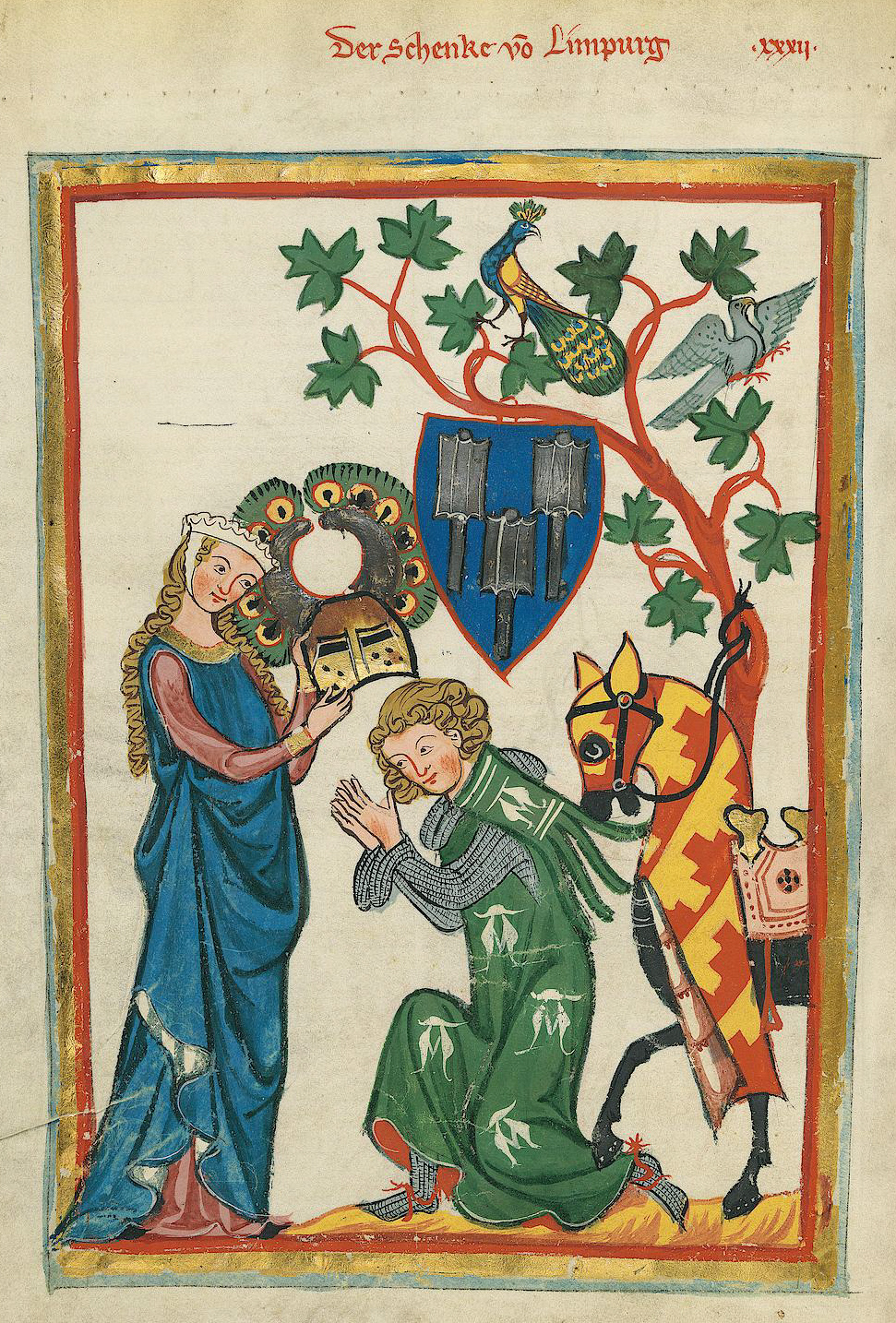
Konrad von Limpurg és nomenat a cavaller armat per la seva dama, al Codex Manesse (principis del segle XIV)

La cavalleria medieval és una institució que des de la seva dimensió estrictament militar dels seus orígens a Occident al tombant dels segles xi i xii, que va adquirint fortes dimensions socials i culturals mentre anava avançant l'edat mitjana, i que la literatura romànica, a través del romanç es perfila com una narració en llengua vulgar i una de les primeres plasmacions en aquesta llengua és sobre la visió del món de l'aristocràcia cavalleresca. contribueix a mitificar a partir de tres factors fonamentals: l’herència romana, els valors germànics, l'herència romana i la influència eclesial.

## La cavalleria en el mon antic

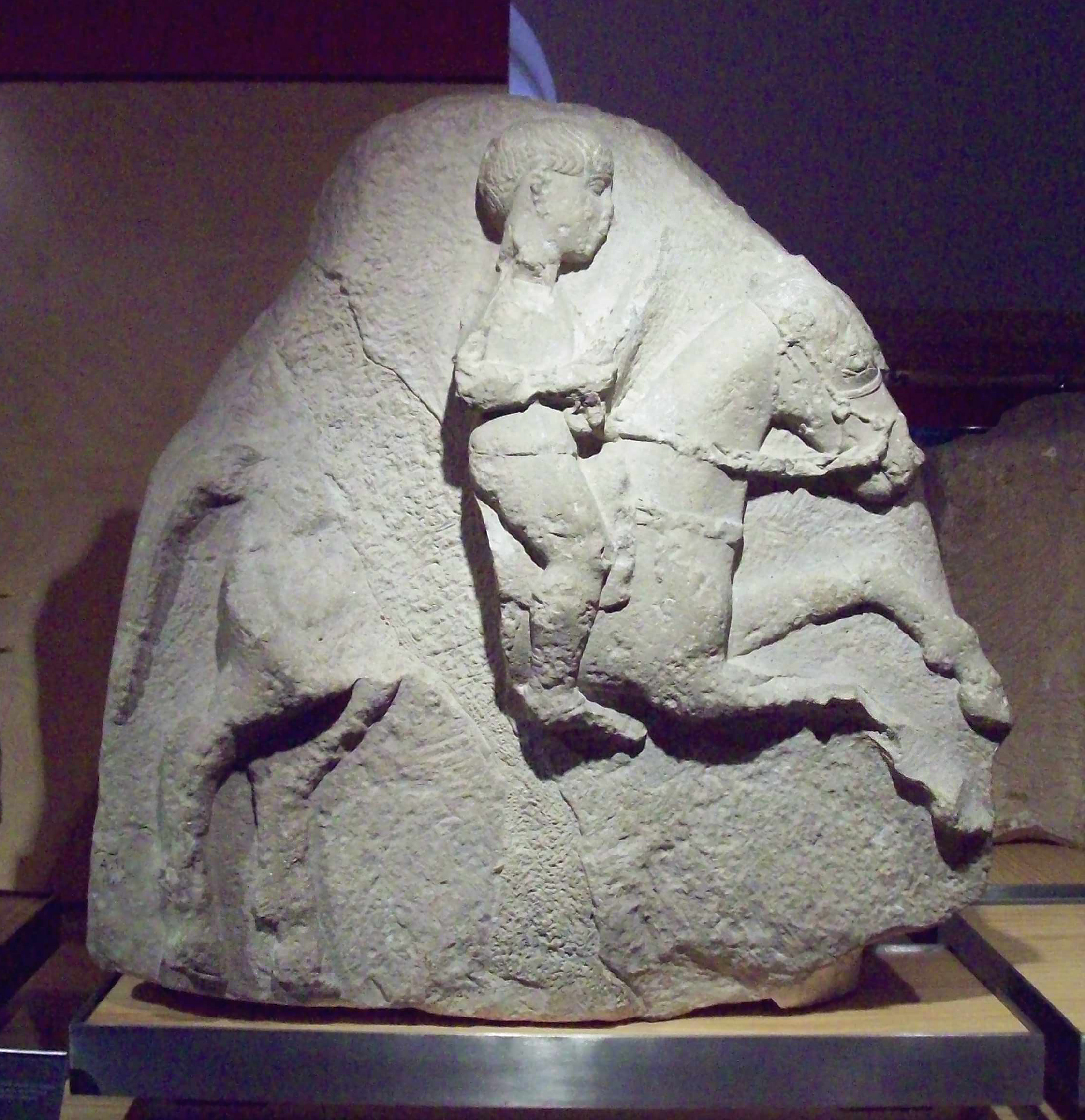
Genet iber del.

En les antigues civilitzacions d'Egipte, Babilònia, Assíria, etc., s'utilitzaven els cavalls per a tirar de carros des d'on es llançaven llances i fletxes. Posteriorment se seleccionaren races equines més fortes muntades per genets.
Tot i que alguns pobles, com els parts, en la guerra feien servir de manera quasi exclusiva els arquers muntats a cavall. En l'antiguitat i fins a la batalla d'Adrianòpolis del 378, que va establir la supremacia de la cavalleria sobre la infanteria a la guerra pels següents mil anys, pel que el seu nombre va augmentar en els nous exèrcits en detriment de la infanteria. La cavalleria dels armenis bagràtides l'encapçalava l'aspet, un noble amb títol hereditari.
Després de la caiguda de l'Imperi Romà d'Occident, la cavalleria assumí un paper més preponderant en l'exèrcit romà d'Orient. En destaquen els catafractes, cavallers pesants de moviments lents però devastadors com a força de xoc. Els conflictes amb els musulmans feren que a partir del segle vii la cavalleria romana d'Orient s'especialitzés en el combat a les planes que caracteritzen Anatòlia i el nord de Síria. A partir del segle xi, els cavallers llatins es convertiren en una peça clau de l'exèrcit romà d'Orient sota la dinastia Comnè, sia com a mercenaris o com a part de l'exèrcit regular.

## Formació del grup social dels cavallers
En el caos i confusió que es van apoderar d'Europa des de la Caiguda de l'Imperi Romà d'Occident fins al segle xi, amb la devastació causada per les repetides invasions de vikings, magiars i àrabs, sorgiren els primitius cavallers com a categoria social diferenciada, homes amb cavall i armes que no tenien altre ofici que combatre i s'agrupaven al voltant dels nobles, preocupats per la seva pròpia defensa o per obtenir més terres possessions. A canvi de combatre, els cavallers van obtenir un estatut privilegiat que els eximia d'impostos i altres prestacions que no fossin les de les armes, consolidant el vassallatge com a element determinant de sistema feudal, basat en la propietat de la terra i l'explotació del camperol, una divisió que s'entenia com una jerarquia natural establerta per Déu, i la pertinença a una classe era immutable. El repartiment de poders feudal permetrà mantenir la pau i el govern en un cert territori a l'empara dels cavallers.
L'Església, propietària de latifundis i monestirs, en un intent de salvar clergues i béns, es va posar en mans de cavallers, reclutats amb finalitat defensiva, i va fomentar la creació de les seves pròpies ordes militars, impregnant l'ideari cristià, imposant una reglamentació de la guerra i sacralitzant una sèrie de normes de conducta definitòries del cavaller i la seva missió en el conjunt social.

### Evolució

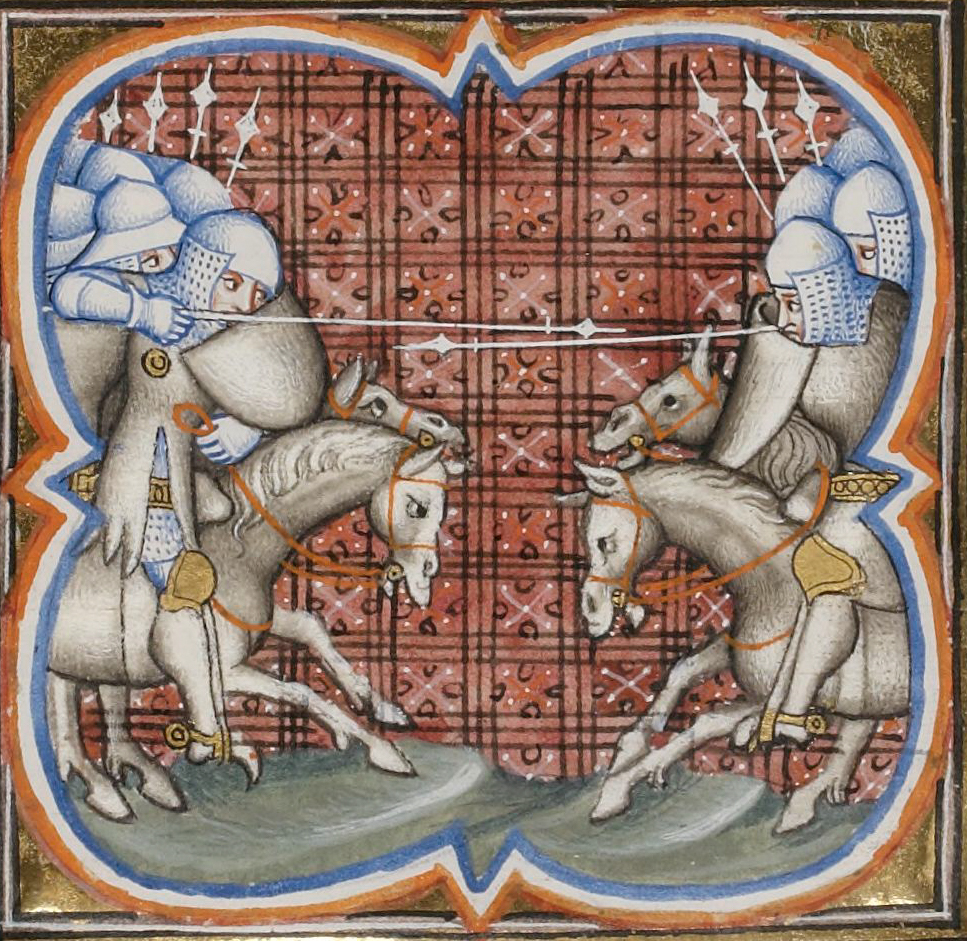
cavalleria a la batalla de Muret

La idea d'un cavaller solitari i errant que sovint ens ha fet arribar la literatura i manifestacions artístiques posteriors com el cinema no coincideix amb les característiques i formes de vida d'aquests personatges, doncs necessita més d'un cavall per refresc o substitució en cas de mort, ferida o malaltia, i criats per vestir-se o desvestir-se, pel pes de l'arnès o armadura. I també necessitava un castell o una morada per viure-hi i descansar entre viatge i viatge, i mantenir-hi la quadra i els masovers. Si hi afegim la necessitat de manteniment de l'armament (llança i espasa) veiem que als cavallers els era menester una estabilitat econòmica per a mantenir-se com a tals, i no podien viure estrictament en soledat.
La formació d'aquest grup social es produiria progressivament a partir del canvi dels segles X a XI, al voltant de l'any 1000. La literatura, en especial la novel·la de cavalleries i els cançons de gesta, ens parla de la possibilitat lliure de que qualsevol home batejat com a cristià podia ser ordenat cavaller, independentment de si era vil·là, serv o noble. Però en la realitat aquests en van ser casos excepcionals, ja que, com ens fa veure Pastoreau, els col·lectius es van anar formant entre els descendents dels propis cavallers o membres de la noblesa: “A partir de mitjan segle xii, els cavallers acostumen a ser reclutats quasi exclusivament entre els fills de cavallers i formar així una classe hereditària”. I concreta: “Vers 1200, els cavallers són, en essència, els senyors i els fills de senyors./…/…a poc a poc la condició de cavaller deixa d'ésser considerada com una cosa individual i es transforma en capacitat hereditària reservada a les capes superiors de l'aristocràcia. Es produeix llavors una fusió entre cavalleria i noblesa.”
Els primers cavallers semblen personatges donats a una vida ociosa i de recerca de plaers mundans i beneficis propis. Algunes d'aquestes actituds intenten ser corregides per l'església. També trobem en aquest estadi inicial la figura del soldat de fortuna, que lluita al millor postor. D'acord amb Michel Pastoreau, n'hi va haver, de cavallers mercenaris, que accedien, sobretot, d'adquirir la condició de cavaller com qui compra una llicència, a aquells que es retiraven. Podien venir de territoris més pobres com Aragó, Flandes, Gal·les… i varen ser combatuts pel mateix col·lectiu cavaller.
L'ingrés a la cavalleria és un procés formatiu que comença ja en el canvi de la infància a l'adolescència (cap als 10-12 anys), i culmina en una cerimònia d'investidura que va tenir diferents formats en llarg de la historia. En un principi hi eren presents elements mítics aportats per la cultura germànica, referits sobretot a característiques màgiques de l'armament, en especial l'espasa. Progressivament els aspectes religiosos s'hi van anar imposant, incloent-hi la presència de clergues o, fins i tot, dels mateixos bisbes.

### El codi de cavalleria
La cavalleria va desenvolupar el seu codi de valors inspirat en l'Església amb influències laiques i fins i tot paganes, imbuït de nocions idealistes, ètiques i honorífiques, conformant una manera de viure i de pensar reflex d'una civilització idealitzada en poemes èpics, romanços i cançons de gesta.
El codi de cavalleria que es va desenvolupar a l’Europa medieval tenia les seves arrels en segles anteriors. Va sorgir a l'Imperi carolingi a partir de la idealització del cavaller (implicant valentia militar, entrenament individual i servei als altres), especialment a França, entre els soldats de cavalls de la cavalleria de Carlemany. El terme "cavalleria" deriva del terme francès antic chevalerie, que es pot traduir per "soldat de cavalls". Originalment, el terme es referia només als homes muntats a cavall, de la paraula francesa per a cavall, cheval, però més tard es va associar amb ideals cavallers.

### Torneigs

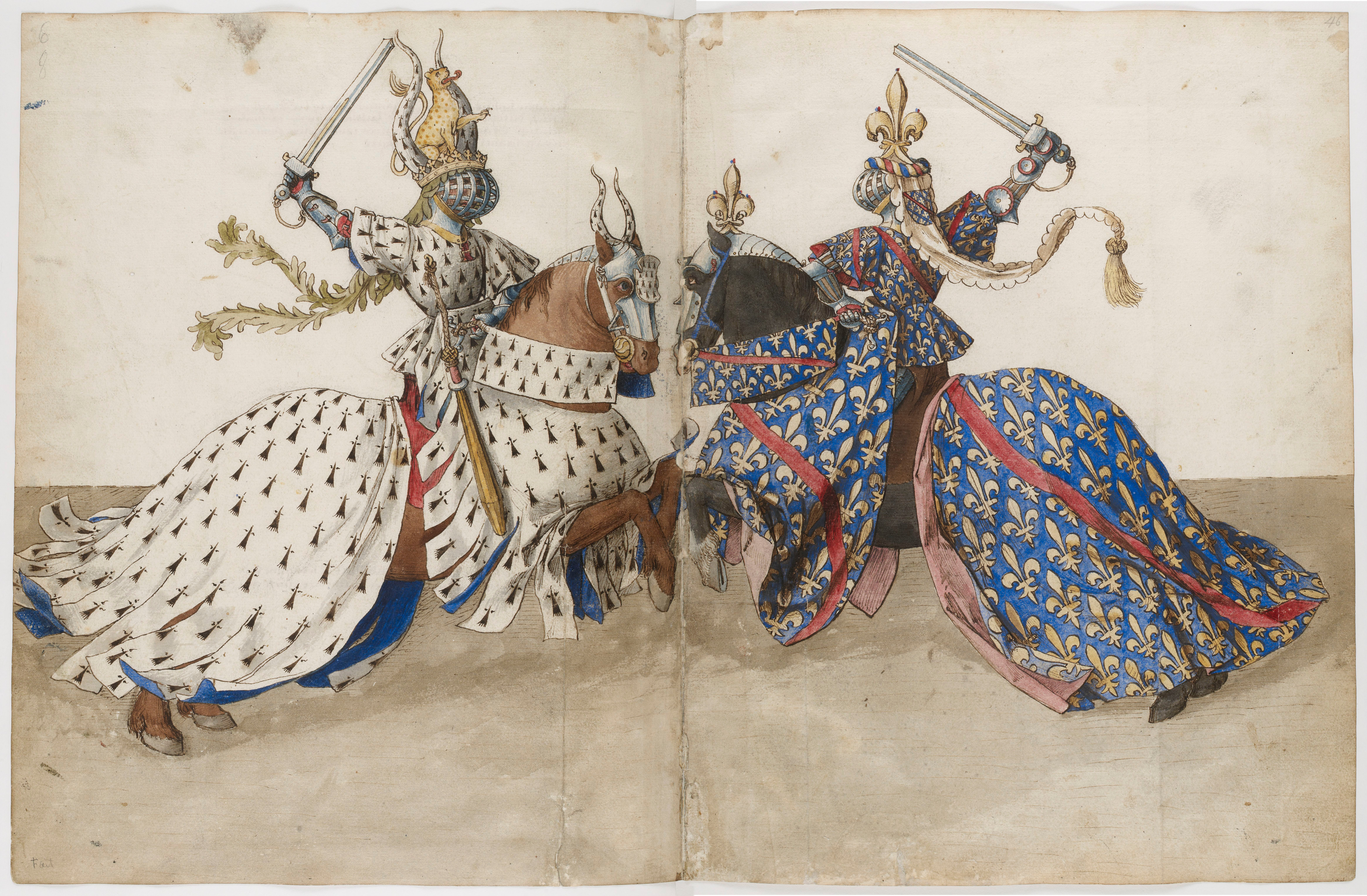
Aquarel·la, probablement de Barthélemy d'Eyck, de King René's Tournament Book

Els torneigs són un dels usos socials més emblemàtics de la cavalleria. Reuneixen un conjunt d’esdeveniments a cavall o a peu durant els quals els cavallers demostren les seves habilitats militars, el seu talent en armes i munta, practicat a Occident entre els segles IX i XVI, els segles màxims de cavalleria. Els torneigs coneixen el seu apogeu entre els anys 1125 i 1225.

## El final de la cavalleria
Al segle xiv, la naturalesa de la guerra canvia amb l'aparició de noves armes com les ballestes i l'artilleria), assistim a la creació d'autèntiques companyies de mercenaris, formades per soldats professionals, que lluiten per al millor postor. El vincle que unia al senyor i els seus vassalls a l'amfitrió s'esvaeix gradualment, alhora que es transforma el sistema feudal. Per aquests motius, la tradició cavalleresca s'esvaeix i desapareix en favor d'exèrcits professionals, de vegades permanents, que ja no estan units a la tradició feudal, sinó al servei del sobirà, del rei i de l'Estat. La cavalleria pren cada vegada més un to simbòlic i tendeix a desmilitaritzar-se en els seus codis i rituals socials. Carles VII de França va establir el primer exèrcit professional permanent d’Europa, per la gran ordenança de 1445, que va establir les Compagnie d'ordonnance. La innovació no és només tenir tropes permanents en lloc d’un exèrcit mobilitzat a demanda o mercenaris, sinó també que aquestes estan directament sota l’autoritat del rei i no dels seus vassalls, cosa que modifica totalment l'equilibri de poder amb ells.
Quan el feudalisme es va esvair al segle XV també ho feu la cavalleria, especialment a partir de l'ús massiu de l'arc llarg anglès, que va destruir un exèrcit de cavallers francesos a la batalla d'Agincourt, però les ordes de cavalleria van persistir durant el Renaixement i fins ben entrat el barroc i l'edat moderna, i nombroses ordres dinàstiques de cavalleria continuen actives als països que conserven una tradició de monarquia. L'ideal de la cavalleria, va tornar a aparèixer als segles xviii i xix quan els escriptors van començar a romantitzar l'edat mitjana.

## Llibre de l'orde de cavalleria
El Llibre de l'orde de cavalleria va ser redactat per Ramon Llull entre 1274 i 1276, poc després de viure la Il·luminació al Puig de Randa, que va precedir l'Art Lul·liana. Es pensa que el llibre va ser escrit entre aquestes dates, perquè fa al·lusió a l'Art abreujada d'atrobar la veritat – datat el 1274 – i apareix anomenat a Doctrina Pueril – datat el 1276. Cal afegir, que aquest és l'únic llibre sobre l'estament militar de Ramon Llull.
Dividit en un pròleg i set capítols, el Llibre de l'orde de cavalleria és un recull dels sabers i de les virtuts que ha de tenir qualsevol cavaller, i dels vicis que ha d'evitar. Aquest llibre basa l'estament de la cavalleria en la defensa de la fe, la fidelitat a la monarquia i el respecte cap als estaments socials inferiors. Cal remarcar que Llull aprofita aquest llibre per demanar una escola de cavalleria que pugui instruir els cavallers.

## Cançó de gesta, novel·les de cavalleries i novel·la cavalleresca}
Les cançons de gesta són epopeies medievals europees en llengua romànica, redactades en vers i transmeses originalment per joglars que narren incidents llegendaris, sovint basats en fets reals, que fan èmfasi en els combats entre cristians i sarraïns.
Les novel·les de cavalleries són epopeies medievals europees redactades en vers o prosa que narren incidents llegendaris, sovint basats en fets reals, amb cavallers errants que viuen aventures extraordinàries. En general, les cançons de gesta les recitaven intèrprets professionals, mentre que les novel·les de cavalleries s'associen amb la lectura privada.
La novel·la cavalleresca és un gènere narratiu que va aparèixer a Europa entre els segles xiv i el xv. Va ser l'evolució dels llibres de cavalleries i van ser novel·les més modernes que reflectien situacions reals d'aquella època. Eren narracions en prosa que es van basar en els models de les cròniques catalanes. Llavors va haver-hi una influència mútua entre la literatura i la vida real, ja que els cavallers llegien les novel·les cavalleresques i volien actuar com els herois d'aquestes obres.